# Военная коллегия
Военная коллегия — высший орган военного управления (коллегия) в Российской империи в течение XVIII века, одна из коллегий, учрежденных Петром I.

## История
Учреждена была Петром I по его Указу, было объявлено об устройстве в 1719 году по примеру иностранных держав для управления военно-сухопутными силами, с 1 января 1720 года она начала действовать.

«… армия и гарнизоны и все воинские дела, которые были ведомы в военном приказе и которые получаются во всём государстве …»
В ней имелись президент, вице-президент, 4 советника (в генеральских чинах) и 4 асессора (в полковничих чинах). При Военной коллегии состояла своя канцелярия, подразделявшаяся на экспедиции по заведованию кавалерией и инфантерией, по гарнизонным делам, по управлению фортификацией и артиллерией, по ведению журналов входящих и исходящих бумаг. Порядок производства дел определялся генеральным регламентом от 28 февраля (10 марта) 1720 года. В 1720 году в Военной коллегии числилось 13 классных чиновников, 47 канцелярских и 8 прочих служителей, к коллегии также было прикреплено 454 солдата и унтер-офицера. В 1720 году в Военной коллегии служило три иноземца, однако 82 штатных места в коллегии ещё оставались вакантными из-за нехватки квалифицированных специалистов.
Военная коллегия делилась на три экспедиции: а) армейскую, б) гарнизонную и в) артиллерийскую и фортификационную. Сверх того при ней состояли генерал-аудитор, генерал-фискал и обер-аудитор. За законностью принятия решений по делам в Военной коллегии наблюдал прокурор, непосредственно подчинённый генерал-прокурору.
Впоследствии, когда с увеличением числа формирований в войсках должны были увеличиться и обязанности высшего военного управления, при военной коллегии учреждены были новые экспедиции. В 1798 году она делилась на экспедиции армейскую, гарнизонную, иностранную, рекрутскую, ремонтную и учебную; кроме того, при ней состояли экспедиции военная, счётная, инспекторская, комиссариатская, провиантская и артиллерийская, генерал-аудиториат, чертежная с архивом и московское артиллерийское депо.
Несколько десятилетий спустя (7 сентября 1802 года) при Александре I военная коллегия преобразована в военное министерство.

## Президенты

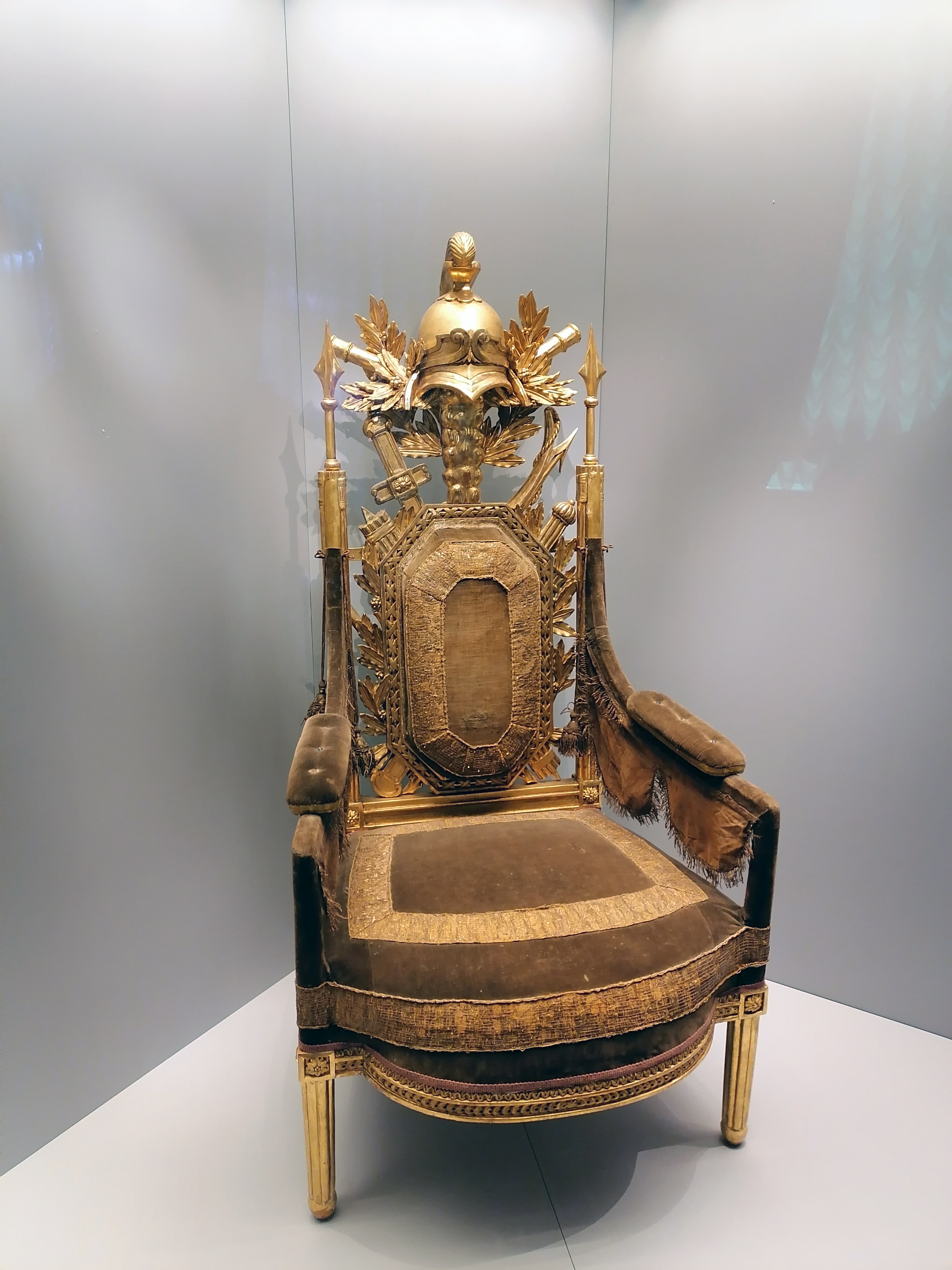
Кресло президента Военной коллегии в Эрмитаже

Высшим должностным лицом в органе управления был президент (года):
1. Меншиков, Александр Данилович (1717—1724), генерал-фельдмаршал, князь;
  1. Вейде, Адам Адамович (1719—1720), в должности второго президента;
2. Репнин, Аникита Иванович (1724—1726);
3. Меншиков, Александр Данилович, повторно (1726—1727);
4. Голицын, Михаил Михайлович (1728—1730);
5. Долгоруков, Василий Владимирович (1730—1731);
6. Миних, Бурхард Кристоф (1732—1741);
7. Антон Ульрих Брауншвейгский (1741);
8. Долгоруков, Василий Владимирович, повторно (1741—1746);
9. Вакантно (1746—1755); Пётр Август Фридрих Гольштейн-Бекский в должности директора (1755);
10. Трубецкой, Никита Юрьевич (1760—1763);
11. Чернышёв, Захар Григорьевич (1763—1774);
12. Вакантно (1774—1785);
13. Потёмкин, Григорий Александрович (1784—1791);
14. Салтыков, Николай Иванович (1791—1802).

## Вице-президенты
Заместителем высшего должностного лица в органе управления был вице-президент (года):
- Герман Иоганн де Бон (1727—1731)
- Бурхард Кристоф Миних (1731—1732)

…
- Степан Фёдорович Апраксин (1742—?)

…
- Захар Григорьевич Чернышев (1762—?)
- Николай Иванович Салтыков (1773—74)
- Григорий Александрович Потемкин (1774—1784)
- Валентин Платонович Мусин-Пушкин (1786—?)